# Resolution 671 des UN-Sicherheitsrates
Die Resolution 671 des UN-Sicherheitsrates ist eine Resolution, die der Sicherheitsrat der Vereinten Nationen in seiner 2944. Sitzung am 27. September 1990  einstimmig beschloss. Unter Hinweis auf die Resolutionen 598 (1987), 619 (1988), 631 (1989), 642 (1989) und 651 (1990) und nach Prüfung eines Berichts des Generalsekretärs Javier Pérez de Cuéllar über die Militärbeobachtergruppe der Vereinten Nationen Iran-Irak beschloss der Rat folgendes:
- das Mandat der Militärbeobachtergruppe der Vereinten Nationen Iran-Irak um weitere zwei Monate bis zum 30. November 1990 zu verlängern,
- den Generalsekretär zu ersuchen, nach Gesprächen mit beiden Parteien im November über die Zukunft der Beobachtergruppe mit seinen Empfehlungen zu berichten.[1]